# Leigh Creek
Leigh Creek är en ort i Australien. Den ligger i delstaten South Australia, omkring 480 kilometer norr om delstatshuvudstaden Adelaide.
Trakten runt Leigh Creek är nära nog obefolkad, med mindre än två invånare per kvadratkilometer.. Leigh Creek är det största samhället i trakten. 
Leigh Creek är en tidigare gruvort och hade 1987 cirka 2 500 invånare, vilket har sjunkit till under 250 år 2016.
Omgivningarna runt Leigh Creek är i huvudsak ett öppet busklandskap. Genomsnittlig årsnederbörd är 260 millimeter. Den regnigaste månaden är februari, med i genomsnitt 90 mm nederbörd, och den torraste är oktober, med 3 mm nederbörd.